# Abudefduf conformis
Abudefduf conformis, jedna od 20 vrsta morskih riba iz roda Abudefduf čija su staništa kod pacifičkog Markižanskog otočja. Pripada porodici Češljoustke (Pomacentridae) Opisali su je 1999. John E. Randall i J. L. Earle.
A. conformis je nalik ostalim Abudefdufim. Glava i prsa (toraks) su blijede sivozelene boje, a od leđa prema trbuhu pružaju se pet uskih crnih pruga.
A. conformis naraste to 13.1 centimetar. Vole grebene, a može ih se naći na dubinama do 12 metara. Jaja su pridnena, pridržavaju se za neku podlogu, a čuva ih mužjak.